# Martine Schüttringer
Martine Schüttringer (Borgworm, 27 oktober 1960) is een voormalig Belgisch volksvertegenwoordiger.

## Levensloop
Zij is van opleiding gegradueerde hoger onderwijs in de socio-culturele animatie en het toerisme en gegradueerde in sociaal-educatieve taken rond strafrechtelijk milieu en toxicomanie. Ze werkte als animatrice bij Infor-Jeunes en als lerares in een gesloten centrum. Ook werkte ze in een centrum voor jongeren die in aanraking kwamen met het gerecht en stichtte ze een vzw die theatervoorstellingen organiseerde voor leerlingen en leerkrachten.
Schüttringer werd politiek actief bij Ecolo en zetelde van 1995 tot 1999 voor deze partij in de Kamer van volksvertegenwoordigers. Ze vertegenwoordigde het arrondissement Hoei-Borgworm. Daarna was ze van 1999 tot 2004 kabinetsmedewerker van minister in de Franse Gemeenschapsregering Nicole Maréchal en politiek raadgever van Françoise-Florence Michel, gedeputeerde voor Waals-Brabant.